# 有机金属化学

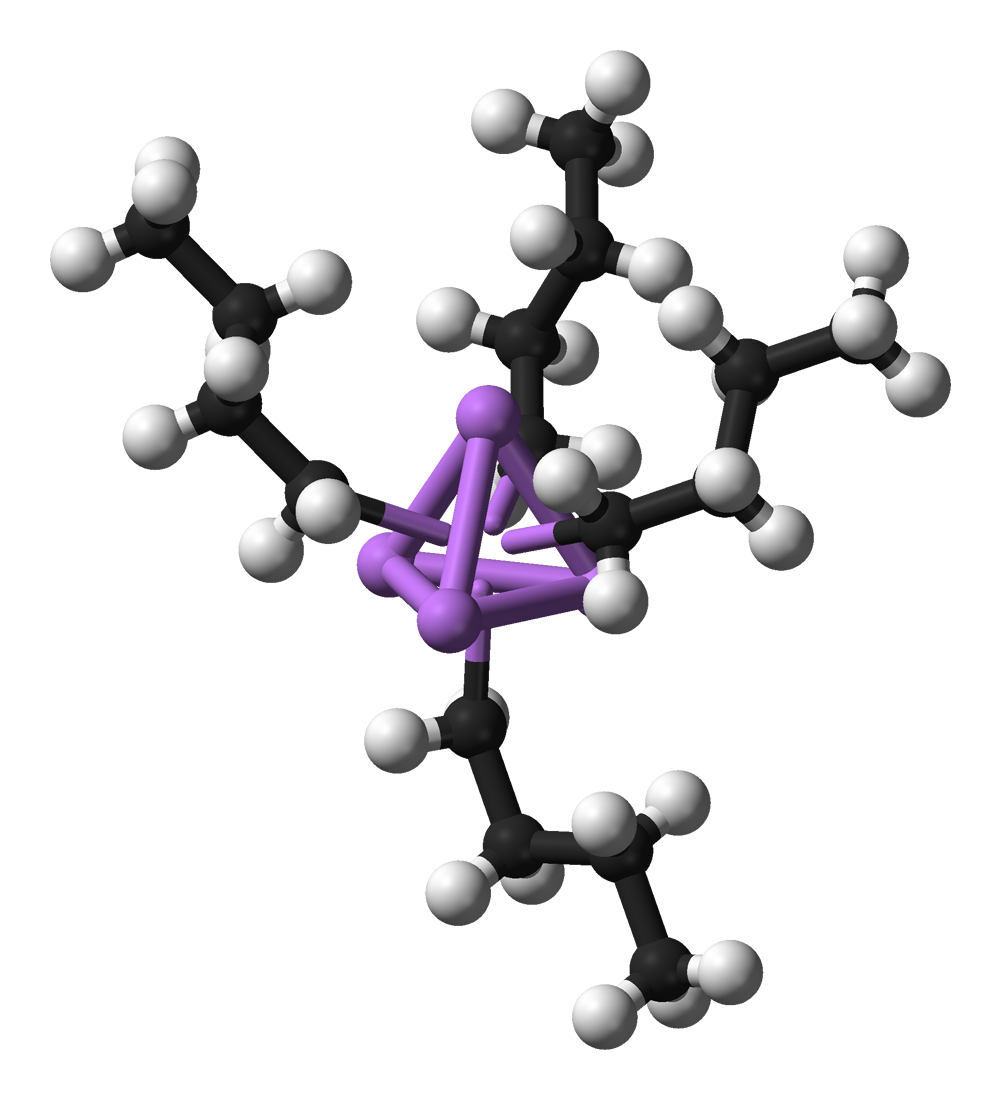
正丁基锂，一種有機金屬化合物。4個鋰原子（圖中紫色部份）形成正四面體的結構，每個鋰原子連結一個正丁基。

有机金属化学是有机化学和無機化學交疊的一門分支課程，研究含有金屬（包括類金屬）和碳原子鍵結的有机金属化合物，其化學反應、合成等各種問題。
其中的化學反應，包含了許多催化性質的反應以及跟金屬配位有關的化學反應，甚至有些是運用在於醫藥上，如用于治疗糖尿病的含釩的配合物。

## 有機金屬化合物
有機金屬化合物的例子很多，像吉爾曼試劑（含有鋰和銅）、四羰基鎳及二茂鐵都是含有過渡金屬的有機金屬化合物。有機鎂化合物包括甲基氯化镁（MeMgCl）、二乙基镁（Et2Mg）及所有的格林納試劑等。有機鋰化合物有正丁基锂等。
除了傳統的金屬元素外，鑭系元素、錒系元素、半金屬、類金屬（如硼、矽、砷、硒）也可以和碳鍵結，形成有機金屬化合物。例如三乙基硼（Et3B）。
金屬有機物一般是指含有有機配體，但缺乏金屬和碳直接鍵結的化合物，像乙酰丙酮配合物、醇盐就是代表性的例子。

代表性有機金屬化合物
二茂鐵是一種典型的有機鐵絡合物。它是一種空氣穩定、可昇華的化合物。
二茂鈷是二茂鐵的結構類似物，但對空氣有高度反應性。
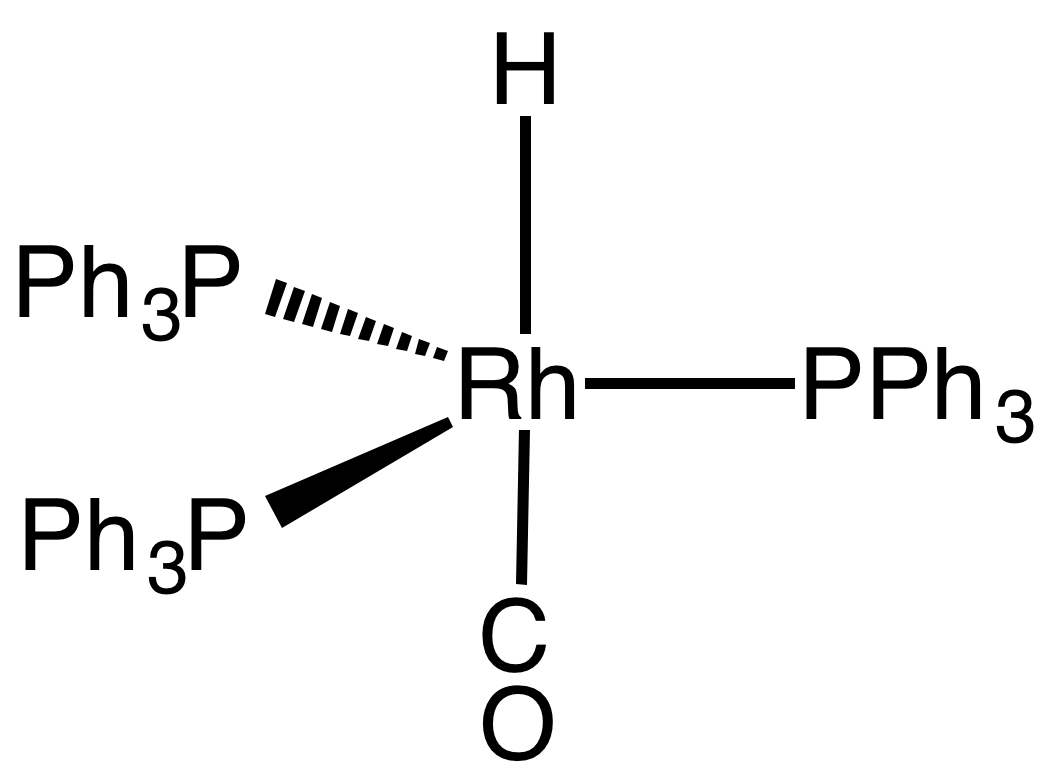
氢化羰基三(三苯基膦)合铑(I)用於許多醛基香料的商業生產。
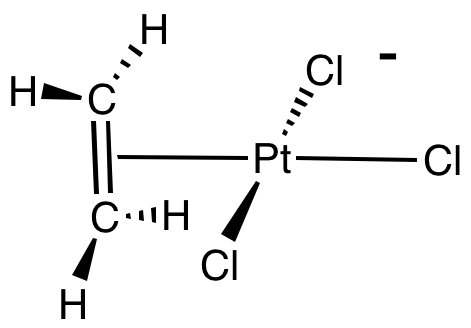
蔡斯鹽是過渡金屬烯烴配合物的一個例子。

### 有機配合物
很多配位化合物的中心原子是金屬，而配基為有機化合物，不過配基利用氧、氮等不是碳的原子和金屬鍵結，這様的化合物一般不算是有機金屬配合物。只有配基利用碳原子直接和金屬鍵結的才算是有機金屬配合物，例如[(C6H6)Ru(H2O)3]2+。許多脂溶性的化合物，例如金屬的乙酰丙酮配合物或是醇鹽只能視為金屬有機物。
自然界存在許多有機配合物，例如在血紅蛋白和肌紅蛋白中的鐵原子就和卟啉環中的氮配位鍵結；而葉綠素中的二氫卟吩環中央有鎂原子。上述的化合物是生物學研究的對象，但都不是有機金屬配合物。甲钴胺（一種維生素B12）中含有鈷和甲基的鍵結，是生物學中少見的有機金屬配合物。有關這類配合物的研究會列在生物有機金屬化學的領域中。
在這種化合物中會出現典型的陰離子離域結構，陰離子由其他電負度比碳更強的原子所共享，這樣的情形可能會隨著陰離子基團的特性、金屬離子或是介質所影響。若沒有結構上的證據說明有金屬及碳的鍵結，這種的化合物不會被視為有機金屬配合物。

### 結構及性質
有機金屬化合物中，金屬和碳的鍵結性質一般會界於離子鍵和共價鍵之間。不過當金屬的電負度很低（例如鹼金屬元素）或是含碳的配基為穩定的碳负离子時，其鍵結會類似離子鍵。碳负离子可以因為共振（例如茂基離子）或者是因為有吸电子取代基（例如三苯甲基負離子）而穩定。因此，像化合物乙炔鈉及三苯甲基鉀的金屬－碳鍵結主要是離子鍵。另一方面，過渡金屬、貧金屬及類金屬因為其電負度未明顯偏低，他們和碳的鍵結就會介於離子鍵和共價鍵的之間。
這些金屬－碳鍵性質介於離子鍵和共價鍵之間的有機金屬化合物，在工業上相當的重要，因為他們一方面在溶液比較穩定，另一方面他們也有一些離子性，因此容易產生反應。其中很重要的二種是有機鋰化合物及格氏試劑。在一般像是二茂鐵或是二苯鉻的化合物中，有機基團的π键會包圍金屬原子。

## 應用
有機金屬化合物實務上會用在化學計量反應及催化程序中，尤其是和一氧化碳及烯烴衍生聚合物有關的程序。世界上所有的聚乙烯及聚丙烯都是藉由有機金屬催化劑而合成的，通常都是類似齊格勒-納塔催化劑的非勻相催化劑。在蒙山都法及Cativa催化法中，醋酸的製備使用了金屬羰基配催化劑。大部份合成醛類都是由氢甲酰化反应所產生。大部份分子較乙醇大的脂肪醇類合成，是透過氢甲酰化反应產生的醛類再經過氢化反應所產生。而Wacker法也用在將乙烯氧化成乙醛的反應中。
有機鋰化合物、有機鎂化合物及有機鋁化合物都是強鹼、強還原性的化合物，可以作為許多反應的催化劑或反應物。
三五半導體的製作需要三甲基鎵、三甲基銦、三甲基鋁及其他含有氮/磷/砷/銻的化合物產生反應。在LED製程會使用的金屬有機氣相磊晶法中，這些揮發性物質會和氨、砷化氫、磷化氫等物質一起釋放，在加熱的基板上產生反應來形成三五半導體。
有機金屬化合物中，有機鉛及有機汞的化合物都是有毒性的化合物。

## 主題及相關技術
在有機金屬化學中，電子計數相當重要，正如它在其他化學領域的地位一般。18電子規則可以用在預測金屬羰基配合物及相關化合物的穩定性。有機金屬化合物的鍵結及反應性一般會用等瓣性原理來說明。
核磁共振頻譜及紅外線光譜是常用來確認結構的技術，有機金屬化合物的動態特性常用變溫核磁共振頻譜及化学动力学來分析。
有机金属化合物會有以下重要的反應。
- 結合取代（英语：Associative substitution）、解離取代（英语：Dissociative substitution）
- 氧化加成及還原消除
- 轉移金屬化
- 遷移插入反應（英语：Migratory insertion）
- β-氫消除反應
- 電子轉移反應
- 碳氫鍵活化（英语：carbon-hydrogen bond activation）
- 碳金屬化反應
- 加氫金屬化反應（英语：Hydrometalation）
- 金屬嵌入環化

## 歷史
早期對機金屬化學的研究包括卡戴特製備聯二甲胂和其他相關的化合物；蔡斯鹽的製備及其分子結構的研究；爱德华·弗兰克兰發現二甲基鋅；路德維希·蒙德發現四羰基鎳及維克多·格林尼亞的有機鎂化合物。而齊格勒-納塔催化劑、費托合成及氫甲醯化反應利用一氧化碳、氫氣及烯烴作為原料，使得焦炭及石油變成豐富而多樣化的各種產品。
四乙基铅以前曾作為汽油中的抗爆剂，不過因為此含鉛化合物的毒性，已不再使用，已改用其他金屬有機化合物，像二茂鐵及甲基環戊二烯三羰基錳（MMT）。
1973年傑弗里·威爾金森及恩斯特·奧托·菲舍爾因茂基配合物的研究而獲得諾貝爾化學獎，此時有機金屬化學終於被認可是化學領域中一個特殊的分支。2005年時伊夫·肖万、罗伯特·格拉布及理查德·施羅克三人因金屬觸媒的烯烴複分解反應而獲得諾貝爾化學獎。

### 重大事件表
- 1760年卡戴特從含砷的鈷礦石中提煉出联二甲胂。
- 1827年發現第一個由乙烯和鉑配位組成的錯合物－蔡斯鹽。
- 1863年查爾斯·弗里德爾及詹姆斯·克拉夫茨製備了有機氯矽烷（organochlorosilanes）。
- 1890年路德維希·蒙德發現了四羰基鎳。
- 1899年發現了格氏反应。
- 1900年保羅·薩巴捷利用金屬的觸媒使有機化合物氫化。脂肪的氫化帶來當時食品產業許多的進展。參見植物牛油。
- 1909年保羅·埃爾利希發明了洒尔佛散，可治療梅毒，是含砷的有機金屬化合物。
- 1912年維克多·格林尼亞及保羅·薩巴捷分別獲得諾貝爾化學獎。
- 1930年亨利·吉爾曼（英语：Henry Gilman）研究鋰銅氧化物。參見吉爾曼試劑。
- 1951年發現二茂鐵。
- 1963年卡爾·齊格勒及居里奧·納塔因齊格勒-納塔催化劑的研究而獲得諾貝爾化學獎。
- 1965年發現三羰基环丁二烯合铁(C4H4)Fe(CO)3。
- 1968年發現赫克反應。
- 1973年傑弗里·威爾金森及恩斯特·奧托·菲舍爾因茂基配合物的研究而獲得諾貝爾化學獎。
- 2005年伊夫·肖万、罗伯特·格拉布及理查德·施羅克因使用金屬觸媒的烯烴複分解反應而獲得諾貝爾化學獎。
- 2010年理查德·赫克、根岸英一、铃木章因對有机合成中的钯催化偶联反应做出贡献而获得諾貝爾化學獎。